# مازدا كسيدوس 6
مازدا كسيدوس 6 (بالإنجليزية: Mazda Xedos 6)‏ هي سيارة من تصنيع شركة مازدا.